# Kościół św. Michała Archanioła w Kańczudze
Kościół św. Michała Archanioła w Kańczudze – kościół znajdujący się w województwie podkarpackim, w powiecie przeworskim, w Kańczudze.

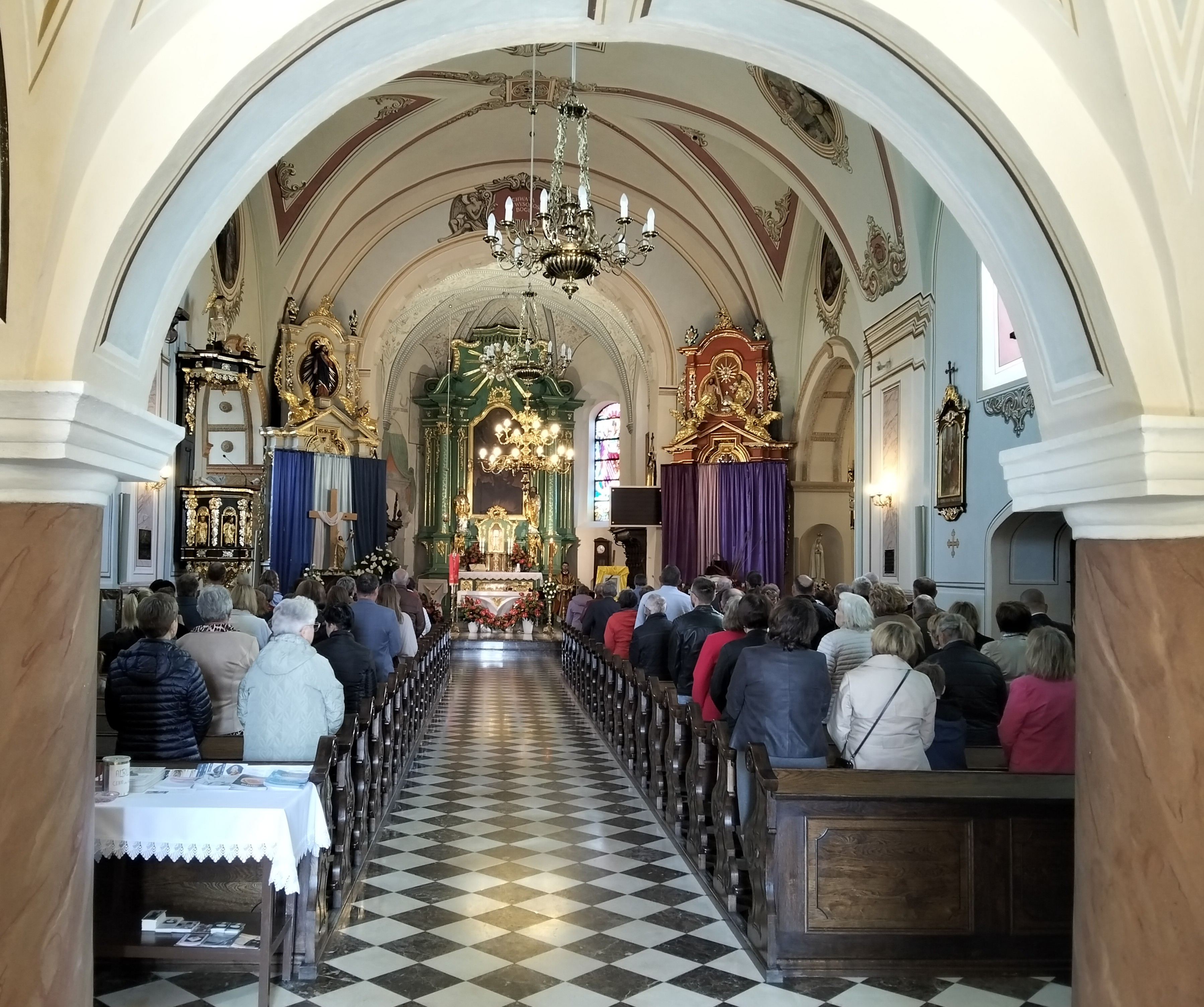
Wnętrze

Kościół wraz z plebanią wpisany został do rejestru zabytków nieruchomych województwa podkarpackiego. Unia Europejska współfinansowała zagospodarowanie placu i odnowę ogrodzenia wokół zabytkowego kościoła, w ramach działania Odnowa i rozwój wsi Programu Rozwoju Obszarów Wiejskich na lata 2007–2013.

## Historia
Kościół pw. św. Michała Archanioła gruntownie przebudowano (na bazie starszego) w latach 1605–1612. Po stronie północnej dobudowano kaplicę św. Anny, fundacji Anny Ostrogskiej, a około 1660 r. po stronie południowej przybudowano kaplicę Matki Boskiej, fundacji mieszczanina Jacentego Kwolka, następnie w 1730 dostawiono obecną zakrystię. W 1870 r. budynek oskarpowano. W latach 1924–1928 według projektu Witolda Rawskiego przebudowano elewację, dodano kruchtę i wieżę. Plebania pochodzi z 1866 roku.

## Architektura i wyposażenie
Budynek orientowany, jednonawowy z węższym prezbiterium zamkniętym trójbocznie. W nawie i prezbiterium sklepienia kolebkowe. Całość nakryta dwuspadowym dachem. We wnętrzu część barokowego wyposażenia z XVII i XVIII wieku.